# Họ Cám
Họ Cám (danh pháp khoa học: Chrysobalanaceae, đồng nghĩa: Licaniaceae Martynov, Hirtellaceae Horaninow) là một họ bao gồm các loài cây gỗ hay cây bụi có thân mảnh dẻ, được chia ra thành khoảng 17-18 chi và 460-525 loài, sinh sống rộng khắp trong khu vực nhiệt đới và cận nhiệt đới, đặc biệt tại châu Mỹ. Một số loài chứa silica trong cơ thể chúng để có độ cứng vì thế thịt lá thường có các dị bào cương cứng. Lá mọc so le hay vòng, có cuống, phiến lá nguyên, gân lá hình lông chim, có lá kèm. Các loài trong họ này hoặc có hoa lưỡng tính hoặc đơn tính khác gốc đực hay đơn tính khác gốc cái. Quả dạng quả hạch (vỏ quả trong cứng, thường có lông tơ bên trong), chứa 1 hạt. Hạt không nội nhũ. Phát tán chủ yếu nhờ động vật.

## Phân loại và phát sinh chủng loài
Hoa của một số loài trong họ Chrysobalanaceae trông khá giống như hoa của các loài mận mơ (chi Prunus), và vì thế họ Chrysobalanaceae cùng họ Rosaceae thường được coi là gần nhau (như trong các phân loại của Cronquist năm 1981; Takhtadjan năm 1997), hoặc như là các họ tách biệt nằm cận kề nhau gần hay ít trong trình tự sắp xếp, hoặc thậm chí họ Chrysobalanaceae có thể được coi như là một phân họ trong họ Rosaceae. Tuy nhiên, có rất nhiều điểm khác biệt giữa chúng.
Nghiên cứu phân tử gần đây của Yakandawala và ctv. (2010) đưa ra sự dung giải không rõ ràng về các mối quan hệ, nhưng gợi ý rằng các kiểu gộp nhóm xuất hiện trong các nghiên cứu phân loại theo ngoại hình dựa vào hình thái học trước đây  cần phải xem xét lại, cụ thể là kiểu gộp nhóm theo tông là cận ngành. Có một số hỗ trợ cho thấy chi Atuna có quan hệ chị-em với phần còn lại của họ.

### Các chi
- Acioa (bao gồm cả Dactyladenia, Griffonia)
- Afrolicania
- Atuna (bao gồm cả Cyclandrophora)
- Bafodeya
- Chrysobalanus: I ca cô, cocoa. Tại Việt Nam có 1 loài
- Couepia: Khoảng 70 loài.
- Dactyladenia
- Exellodendron
- Grangeria
- Hirtella (bao gồm cả Brya, Causea, Salmasia, Sphenista, Tachibota, Thelyra, Zamzela): Khoảng 105 loài
- Hunga
- Kostermanthus
- Licania (bao gồm cả Angelesia, Coccomelia, Dahuronia, Diemenia, Geobalanus, Hedycrea, Moquilea, Trichocarya): Khoảng 170 loài.
- Magnistipula
- Maranthes (bao gồm cả Exitelia)
- Neocarya
- Parastemon
- Parinari (bao gồm cả Balantium, Dugortia, Lepidocarpa, Parinarium, Petrocarya): Khoảng 45 loài cám. Tại Việt Nam có 1 loài.

## Hình ảnh

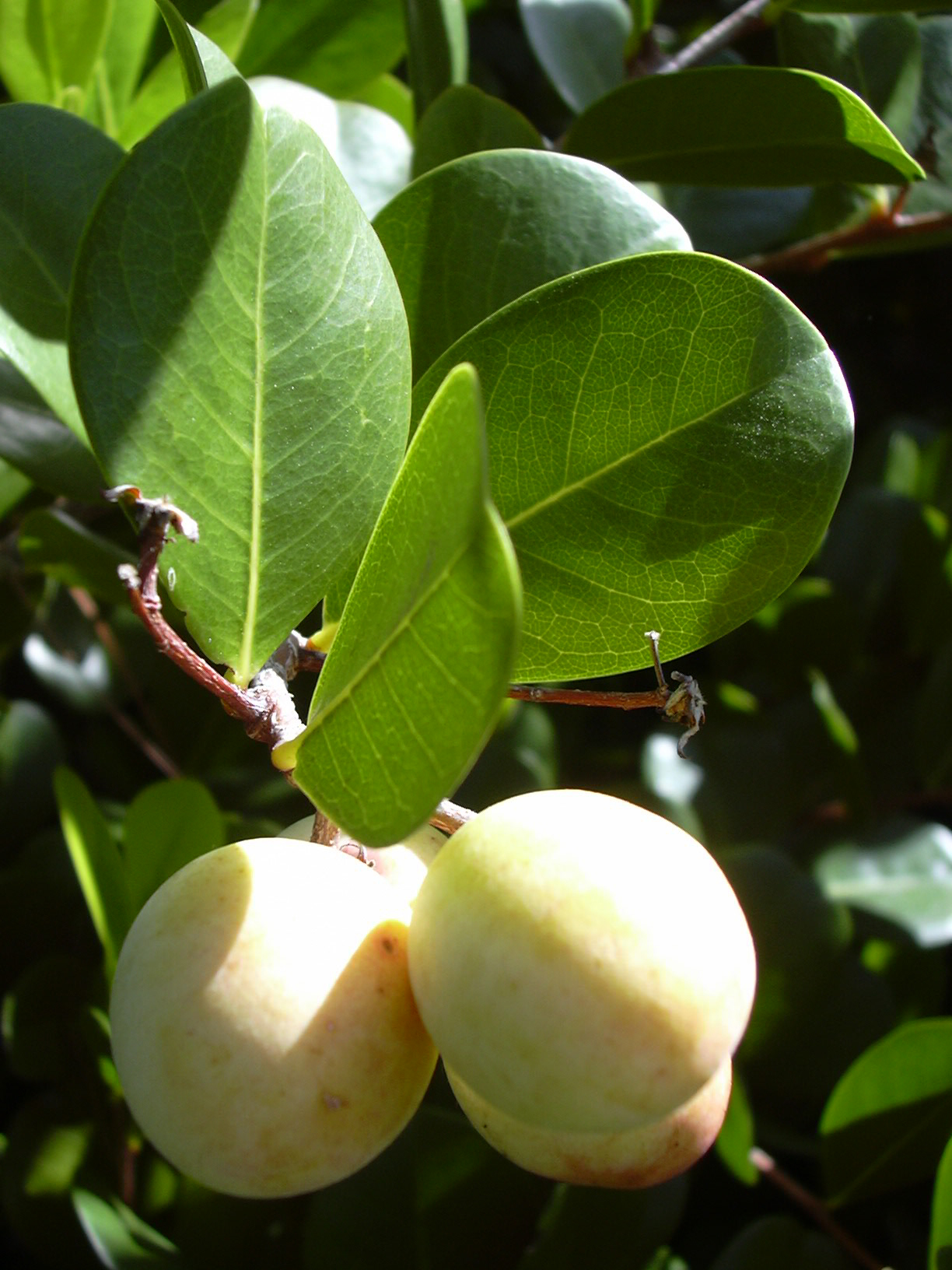
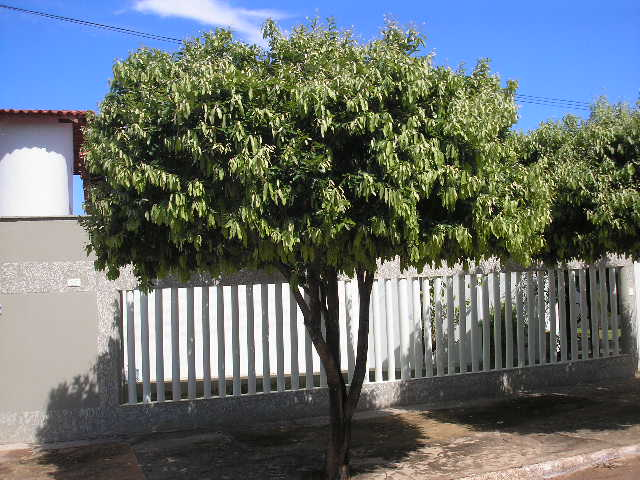
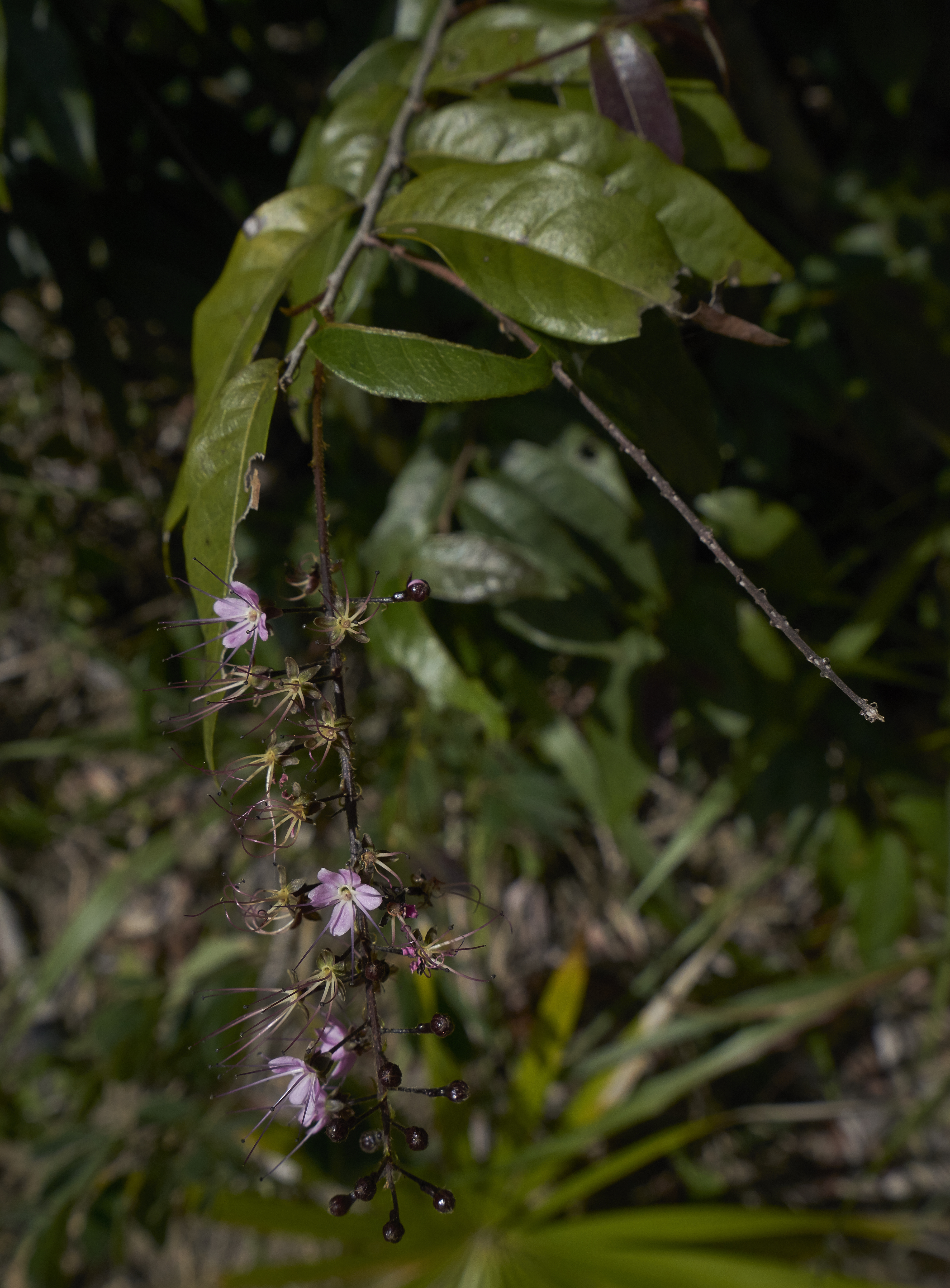